# Julius Bürger
Pour les articles homonymes, voir Bürger.
Julius Bürger ou Burger (Vienne, 11 mars 1897 − New York, 12 juin 1995) est un compositeur, pianiste et chef d'orchestre autrichien puis américain. 

## Biographie
Julius Bürger a étudié à l'Académie de musique et des arts du spectacle de Vienne auprès de Franz Schreker et faisait partie du groupe d'élèves de Schreker — Alois Hába, Jascha Horenstein, Ernst Křenek et Karol Rathaus —, qui ont suivi Schreker à Berlin lorsqu'il a été nommé directeur de l'université des arts de Berlin. 
Il travaille avec le Metropolitan Opera, à New York, de 1924 à 1926, après que Bruno Walter l'a recommandé en tant qu'assistant d'Artur Bodanzky. Il a été assistant d'Otto Klemperer à l'Opéra Kroll. Après l'interdiction des artistes juifs par les nazis en 1933, il retourne à Vienne et effectue une visite à Londres pour travailler comme orchestrateur à la BBC. En février 1938, Bürger et son épouse quittent précipitamment, à Paris, le train qu'ils avaient pris pour se rendre à Vienne, y abandonnant leurs bagages, après avoir pris connaissance de l'Anschluss, ce qui leur a certainement sauvé la vie. En 1939, ils partent définitivement pour l'Amérique. Sa mère et cinq de ses frères ont été envoyés à Auschwitz, sa mère a été abattue au bord de la route et ses frères ont été assassinés dans le camp.

## Œuvres, éditions et enregistrements
- Stille der Nacht, pour baryton et orchestre. Scherzo pour cordes. Concerto pour violoncelle. Variations sur un thème de Carl Philipp Emanuel Bach. Legende, pour baryton et orchestre. Berlin Radio Symphony Orchestra, dirigé par Simone Young, Toccata Classics (2006).
- A Journey in Exile : The Lieder of Julius Burger.   First recordings of lieder composed from 1915-1988. Performed by Ryan Hugh Ross - Baritone, Siân Màiri Cameron - Mezzo Soprano, Nicola Rose - Pianist, Dr. Daniel Rieppel - Pianist. Spätlese Musik Records (2019)[2].